# Mario Majoni
Mario Majoni   (Quarto dei Mille, 27 de maig de 1910 - Gènova, 16 d'agost de 1985) va ser un nedador i waterpolista italià que va competir durant les dècades de 1930 i 1940.
El 1948 va prendre part en els Jocs Olímpics de Londres, on va guanyar la medalla d'or en la competició de waterpolo.
També guanyà el Campionat d'Europa de waterpolo de 1947 i tres lligues italianes de waterpolo, el 1935, 1936 i 1947. Posteriorment, entre 1950 i 1972, fou entrenador de la selecció de waterpolo d'Itàlia. Destaca la medalla de bronze que guanyà als Jocs de Hèlsinki de 1952.